# Graphis lightbourni
Graphis lightbourni is een slakkensoort uit de familie van de Tofanellidae. De wetenschappelijke naam van de soort werd in 2004 voor het eerst geldig gepubliceerd door Jan van der Linden en Robert Moolenbeek.